# Prix Jeffery-Williams
Le prix Jeffery-Williams est remis par la Société mathématique du Canada.
Ce prix rend hommage aux mathématiciens qui se sont distingués dans la recherche mathématique. Ce prix a été décerné pour la première fois en 1968.

## Lauréats
- 1968 - Irving Kaplansky (Université Berkeley)
- 1969 - Randall Pyke (Université de Washington)
- 1970 - Wilhelmus Luxemburg (Université Cal Tech)
- 1971 - William Tutte (Université de Waterloo)
- 1972 - Philip J. Davis (Université Brown)
- 1973 - H.S.M. Coxeter (Université de Toronto)
- 1974 - Hans Julius Zassenhaus (Université de l'Ohio)
- 1975 - Nathan Mendelsohn (Université du Manitoba)
- 1976 - Max Wyman (en) (Université de l'Alberta)
- 1977 - George F. D. Duff (en) (Université de Toronto)
- 1978 - George Grätzer (Université du Manitoba)
- 1979 - Israel Halperin (en) (Université de Toronto)
- 1980 - Robert Langlands (Université de Princeton)
- 1981 - Jerrold E. Marsden (Université Berkeley)
- 1982 - Joseph Lipman (Université Purdue)
- 1983 - Raoul Bott (Université Harvard)
- 1984 - Cathleen Synge Morawetz
- 1985 - Laurent C. Siebenmann (Université Paris-Sud 11)
- 1986 - Carl S. Herz (en) (Université McGill)
- 1987 - Louis Nirenberg
- 1988 - Joachim Lambek (Université McGill)
- 1989 - Eric Charles Milner (Université de Calgary)
- 1990 - Robert Steinberg (UCLA)
- 1991 - Peter Lancaster (de) (Université de Calgary)
- 1992 - Israel Sigal (Université de Toronto)
- 1993 - James Arthur (Université de Toronto)
- 1994 - Donald Dawson (Université Carleton)
- 1995 - Robert Moody (Université de l'Alberta)
- 1996 - Mark Goresky (Université Northeastern)
- 1997 - Stephen Halperin (Université de Toronto)
- 1998 - George A. Elliott (Université de Toronto)
- 1999 - John Friedlander (Université de Toronto)
- 2000 - non décerné
- 2001 - David Boyd (Université de la Colombie-Britannique)
- 2002 - Edwin Perkins (Université de la Colombie-Britannique)
- 2003 - M. Ram Murty (Université Queen's)
- 2004 - Joel Feldman (Université de la Colombie-Britannique)
- 2005 - Edward Bierstone (de) (Université de Toronto)
- 2005 - Pierre Milman (Université de Toronto)
- 2006 - Andrew Granville (Université de Montréal)
- 2007 - Nassif Ghoussoub
- 2008 - Martin Barlow
- 2009 - Stephen Kudla (de)[1]
- 2010 - Mikhail Lyubich
- 2011 - Kai Behrend
- 2012 - Roland Speicher
- 2013 - Zinovy Reichstein
- 2014 - Askold Khovanskii (en)
- 2015 - Alejandro Adem
- 2016 - Daniel Wise
- 2017 - Robert McCann
- 2018 - Gordon Slade
- 2019 - Jeremy Quastel[2]
- 2020 - Juncheng Wei (en)
- 2021 - Joel Kamnitzer[3]
- 2022 - André Joyal[4]
- 2023 - V. Kumar Murty
- 2024 - Catherine Sulem